# 中华人民共和国第一机械工业部
中华人民共和国第一机械工业部簡稱一机部，是中华人民共和国国务院的原组成部门之一，主管民用机械工业、电信、船舶工业。1952年8月7日，中央人民政府委员会第17次会议决定设立，中央人民政府第一机械工业部于1952年8月30日成立；1954年改为国务院组成部门中华人民共和国第一机械工业部。
多名党和国家领导人出自该部或者曾经在下属单位工作，如江泽民，贾庆林，尉健行，王兆国，羅幹，习仲勋，李岚清。

## 历史
- 1958年2月11日，第一届全国人民代表大会第五次会议通过《关于调整国务院所属组织机构的决定》，决定第一机械工业部、第二机械工业部和电机制造工业部合并组成新的第一机械工业部[1][2]。
- 1960年9月15日，将军事工业部分从第一机械工业部划出，由新成立的第三机械工业部管理。
- 1967年11月3日，中共中央、国务院决定对第一机械工业部实行军管，成立一机部军管会对各项工作实行统一领导。
- 1970年7月1日，第一机械工业部与第八机械工业部合并为第一机械工业部，设立革命委员会与党的核心领导小组。
- 1975年1月第四届全国人大第一次会议后，改设部长。
- 1982年5月，第一机械工业部与农业机械部、国家仪器仪表工业总局、国家机械设备成套总局合并为机械工业部（簡稱机械部）。

## 内设机构
（不完整列表）
- 第一机器工业管理局
- 第二机器工业管理局
- 第三机器工业管理局（重型矿山机械局）
- 第四机器工业管理局：负责动力机器（汽轮机、锅炉、内燃机等），辖上海柴油机厂、新中动力机厂、无锡柴油机厂、天津动力机厂、济南柴油机厂、潍坊柴油机厂、南昌柴油机厂、武汉动力机厂、上海通用机器厂、重庆水轮机厂。上海动力机器制造学校
- 第六机器工业管理局（包括汽车、拖拉机、轴承）：局长张逢时/饶斌(1960年1月5日副部长兼），副局长江泽民（1952年由驻苏大使馆经济参赞调任）、彭淦(1954年由中央人事部三局局长调任）、刘守华（由一汽调任）；汽车局原址现为首都博物馆。
- 通用机械局
- 重型机械局
- 电工局
- 农业机械局
- 仪器仪表局
- 设备成套局
- 机床工具局
- 机车车辆制造工业管理局（1953年由铁道部划入）
- 船舶工业管理局（1952年从重工业部划入，1958年改为九局）

## 直属企业
- 太原重型机器厂
- 沈阳重型机器厂
- 北京重型机器厂
- 第一重型机器厂
- 第二重型机器厂
- 大连起重机厂
- 洛阳矿山机器厂（并入中信重工）
- 上海重型机器厂
- 洛阳拖拉机厂
- 第一汽车制造厂
- 第二汽车制造厂

现在原一机部企业或者独立上市如太原重型机器厂，或被兼并如北京重型机器厂。余下多数并入国机集团，包括第二重型机器厂。

## 直属高校
- 燕山大学
- 太原科技大学
- 沈阳工业学院

## 历任部长
- 黄敬（1952年8月—1958年2月）
- 赵尔陆（1958年2月—1960年9月）
- 段君毅（1960年9月—1970年6月）
- 李水清（1970年7月—1975年1月，革委会主任、党的核心领导小组负责人）（1975年1月-1975年9月，部长）
- 周子健（1977年2月—1981年2月）
- 饶斌（1981年3月—1982年4月）